# Paulus Ambunda
Paulus Natangwe Ambunda (ur. 6 sierpnia 1980 w Swakopmund) – namibijski bokser, były mistrz świata WBO w wadze koguciej.

## Kariera amatorska
W 2003 roku podczas Igrzysk Afrykańskich, które odbywały się w Abudży zdobył srebrny medal w kategorii muszej.
W 2004 startował na igrzyskach olimpijskich w Atenach, dochodząc do ćwierćfinału.
Walki olimpijskie 2004 Ateny (waga musza)
1. (R/32) Brak rywala.
2. (R/16) Pokonał Jonny'ego Mendozę (39:19).
3. (ćwierćfinał) Przegrał z Rustamem Rahimovem (28:15)[2].

## Waga kogucia
Jako zawodowiec zadebiutował 30 czerwca 2007 roku, pokonując na punkty w 4 rundowym pojedynku Johannesa Gabriela.
12 września 2009 roku zdobył tytuł mistrza kraju, pokonując przez TKO w 2 rundzie Tommy'ego Nakashimbę. W następnej walce zwyciężył przez TKO w 2rundzie Lwazi Mzolisa z RPA, zdobywając tymczasowy pas WBO Africa.
Od 2010 do marca 2012 roku obronił ten tytuł sześć razy, awansując na 3 miejsce w rankingu federacji WBO.
28 lipca 2012 roku zdobył tytuł WBO International, pokonując bardzo wysoko na punkty Brazylijczyka Williama Prado.
2 marca 2013 otrzymał szansę walki o pas WBO w wadze koguciej. Jego rywalem był Pungluang Sor Singyu, który po raz pierwszy bronił pasa. Ambunda zwyciężył jednogłośnie na punkty (116-112, 116-112, 115-113) i zdobył pas.  Tytuł utracił 1. sierpnia 2014 r., przegrywając jednogłośnie na punkty, w 1. obronie z Tomokim Kamedą.